# José Ignacio Garmendia (futbolista)
José Ignacio Garmendia Mendizábal (Villabona, 4 de abril de 1960) es un exfutbolista de la Sociedad Deportiva Eibar. Militó durante 20 temporadas en el equipo (1978-1998), 10 de ellas en la Segunda división española, siendo el jugador que más partidos oficiales ha disputado en el equipo armero. A pesar de ser jugador profesional, regentaba una carnicería en Villabona, de ahí su apodo.
Fichó en 1979 cuando el equipo militaba en Tercera División y lo dejó en 1998 ya en Segunda División A.
Fue titular indiscutible. El equipo salvó varias veces la categoría gracias a su buena labor. Fue varias veces pretendido por equipos de primera. Cuando se retiró se le hizo un homenaje por todo lo alto. Los años posteriores, el equipo tuvo problemas en la portería debido a que nunca se pensó en un sustituto.
Como anécdota se recuerda el gol que le metió de portería a portería el 17 de abril de 1988 al Pontevedra en Segunda B.
Un mes más tarde, el 8 de mayo de 1988 en el penúltimo partido de liga contra la Cultural Leonesa en tierras leonesas, Garmendia paró dos penaltis dejando la puerta abierta a tal ansiado ascenso a la categoría de Plata.
El 21 de mayo de 1998 fue su último partido. Un amistoso contra la Real Sociedad que sirvió de despedida para este veterano que estuvo 20 años consecutivos defendiendo la portería armera.

## Premios
- En 1986 vio subir a su equipo de Tercera a Segunda División B.
- En 1988 el equipo ascendió a Segunda A como primera de grupo.
- El año 92 y 96 obtuvo el Trofeo Zamora como portero menos goleado.

## Distinciones individuales
| Distinción                        | Año     |
| --------------------------------- | ------- |
| Trofeo Zamora de Segunda División | 1991/92 |
| Trofeo Zamora de Segunda División | 1995/96 |